# Проблема принадлежности Фолклендских островов
Проблема принадлежности Фолклендских (Мальвинских) островов (англ. Falkland Islands sovereignty dispute, исп. Cuestión de las islas Malvinas) — территориальный спор между Аргентиной и Великобританией насчёт Фолклендских островов, который остаётся неурегулированным ещё со времён Испанской империи.

## XVIII век
Фолклендские острова, открытые испанскими моряками в начале XVI века, были объявлены Испанией частью их латиноамериканской колониальной империи, но оставались необитаемыми до середины XVIII века. В 1764 году на острове Восточный Фолкленд мореплаватель Луи Антуан де Бугенвиль основал французское поселение Порт Сен-Луи (см. Французская оккупация Мальвинских островов). Годом позже английский морской офицер Джон Байрон основал поселение Порт-Эгмонт на острове Западный Фолкленд.

## Англо-аргентинский конфликт 1982 года
Занявший в конце 1981 года в ходе правления военной хунты и в нарушение Конституции пост президента Аргентины генерал-лейтенант аргентинской армии Леопольдо Галтьери решил укрепить свою популярность проведением победоносной войны. Он планировал использовать превосходство Аргентины в воздухе с учётом отсутствия к тому моменту тяжёлых авианосцев у Великобритании.
В 1982 году вокруг островов вспыхнул англо-аргентинский конфликт. 2 апреля Аргентина провела военную операцию, установив контроль над островами, а 3 апреля захватила Южную Георгию и Южные Сандвичевы Острова. 5 апреля правительство Великобритании отправило военно-морское оперативное соединение для атаки ВМС и ВВС Аргентины перед высадкой морского десанта на территории островов. В ходе боевых действий в мае-июне Аргентина потерпела поражение, но продолжает оспаривать как название островов, так и их территориальную принадлежность. В общей сложности во время боевых действий погибло 649 аргентинских и 255 британских военнослужащих, а также трое жителей Фолклендских островов.
Ни одно из государств официально не объявляло войну, хотя правительства как Великобритании, так и Аргентины утверждали, что острова являются зоной военных действий, и официально признавали, что состояние войны и боевые действия между государствами почти исключительно ограничивались территориями, ставшими предметом спора, и районом Южной Атлантики, в которой они расположены.

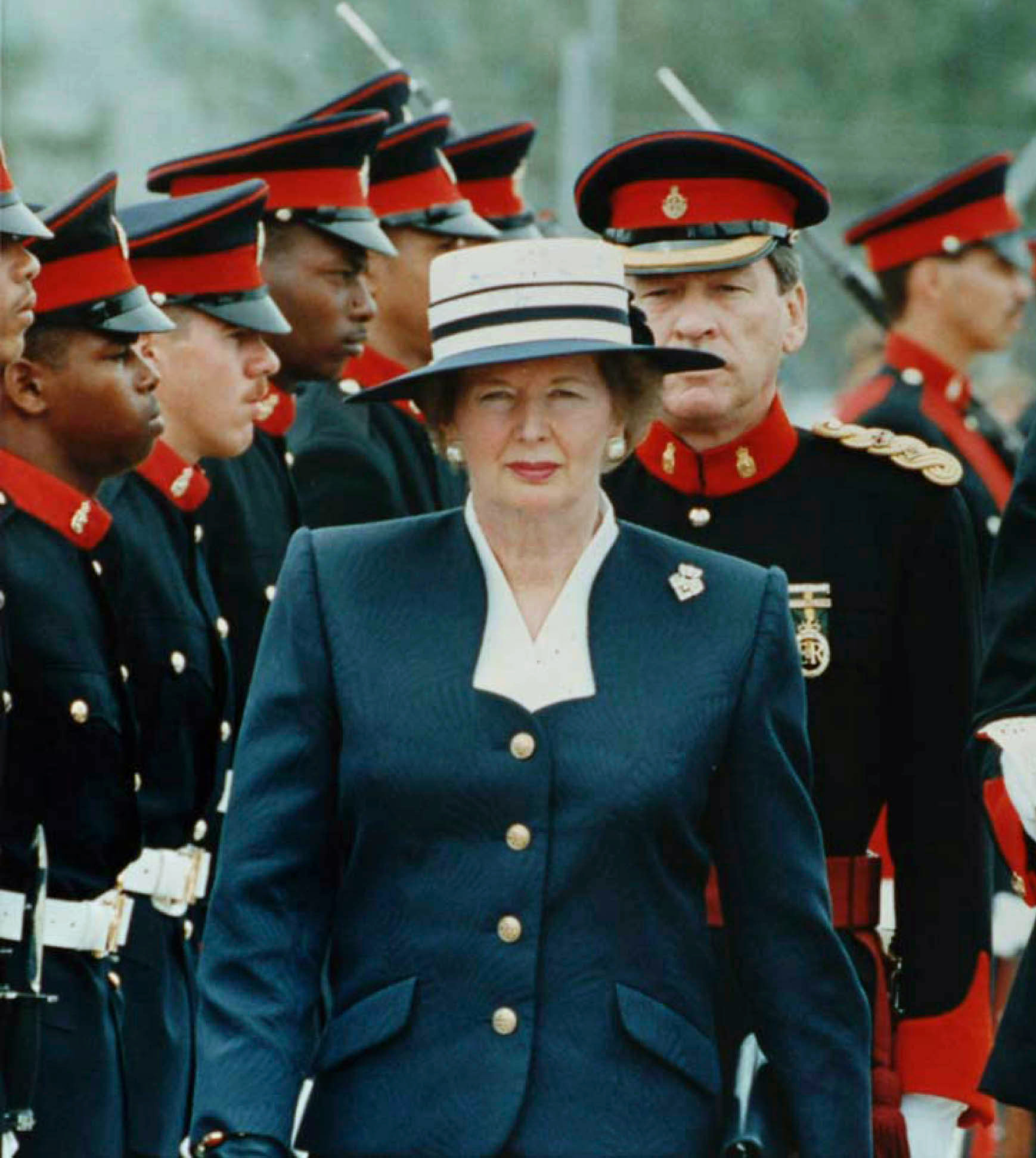
Премьер-министр Великобритании Маргарет Тэтчер часто упоминается в связи с победой Великобритании в Фолклендской войне.

## XXI век
В середине февраля 2010 года британская компания по добыче нефти Desire Petroleum получила лицензию на проведение геологоразведки в районе спорных Фолклендских (Мальвинских) островов.
Министр иностранных дел Аргентины выразил протест в связи с намерениями Великобритании добывать нефть у берегов Аргентины.
Ответом Аргентины на британские планы освоения Фолклендских островов стало принятие по предложению президента Кристины Фернандес де Киршнер Национальным конгрессом Аргентины 16 февраля 2010 года закона, согласно которому все суда, входящие в 500-километровую морскую зону страны, обязаны получать на это особое разрешение властей.
В свою очередь Великобритания на эти требования опубликовала 18 февраля заявление премьер-министра Гордона Брауна: «Великобритания имеет полные права на поиск нефти в этом районе, аргентинцы должны это понимать, поскольку острова находятся под надёжной защитой». 21 февраля британская буровая платформа Ocean Guardian прибыла в район, где была обнаружена нефть, расположенный в северной части Фолклендских островов, и приступила к бурению.

### Референдум
Референдум по политическому статусу прошёл на Фолклендских островах 10 и 11 марта 2013 года. Он должен был показать желание жителей Фолклендских островов оставаться в качестве Британской заморской территории в контексте призыва Аргентины по переговорам о суверенитете островов.
В результате референдума при явке в 91 % практически все избиратели (99,8 %) проголосовали за сохранение за Фолклендами статуса заморской территории Великобритании.
При этом референдум не затрагивал вопрос суверенитета над Южной Георгией и Южными Сандвичевыми Островами, что позволяет Аргентине сохранить свои территориальные претензии на эту территорию.

## Доводы сторон

### Доводы Аргентины
- Суверенитет над Мальвинскими островами перешёл к Аргентине от Испании после обретения независимости в 1816 году[8], по юридическому принципу известному как uti possidetis juris. Принцип uti possidetis iuris является общим принципом международного права. В деле «Пограничный спор (Буркина-Фасо/Республика Мали)»[9], Решение от 22 декабря 1986 года, Международного Суда ООН указал что «[…] принцип не является нормой, относящейся только к какой-либо одной конкретной системе международного права. Это принцип, имеющий общую сферу применения и логически связанный с явлением обретения независимости, где бы это ни происходило. Его несомненное предназначение заключается в предупреждении возникновения угрожающей независимости и стабильности вновь образованных государств опасности, которая исходит от братоубийственной борьбы, провоцируемой оспариванием границ после ухода управлявшей данными территориями державы» (Пункт 20 решения). Суд также высказал что «Его цель во время достижения независимости бывшими испанскими колониями Америки состояла в том, чтобы пресечь любые планы, которые могли иметь неамериканские колонизирующие державы в отношении регионов, которые бывшая метрополия передала тому или иному подразделению, но которые были ещё необитаемы или неизведанны». «Суть принципа заключается в его главной цели обеспечении уважения территориальных границ на момент достижения независимости» (Пункт 23 решения) и «Uti possidetis, как принцип, превративший прежние административные демаркации, установленные в колониальный период, в международные границы, является, поэтому, принципом общего характера, который логически связан с этой формой деколонизации, где бы она ни происходила» (Пункт 23 решения). Суд добавил, что «Нет сомнений в том, что обязательство уважать ранее существовавшие международные границы в случае правопреемства государств вытекает из общей нормы международного права, независимо от того, выражена ли эта норма в формуле uti possidetis или нет» (Пункт 24 решения).
- Uti possidetis iuris придаёт преимущество правовому титулу над фактическим владением как основание для суверенитета. В деле «Пограничный спор (Буркина-Фасо/Республика Мали)», Международный Суд заявил, что «Если действие не соответствует праву, когда территория, являющаяся предметом спора, в действительности управляется не тем государством, которое обладает правовым титулом, следует отдавать предпочтение владельцу правового титула» (Пункт 63 решения). К тому же, в деле «Пограничный спор (Бенин/Нигер)»[10], Решение от 12 июля 2005 года, Суд отметил, что «[...] отсутствует необходимость в рассмотрении любых effectivités, с тем чтобы применить принцип uti possidetis, поскольку effectivités могут представлять интерес в случае, когда требуется подтвердить сомнительные правовые титулы или компенсировать их отсутствие, но они ни в коем случае не могут иметь преимущество над титулами в случае расхождения с ними» (Пункт 141 решения).
- Англо-испанское соглашение 1771 г. было принято британским правительством без оговорки или протеста. Соглашение гласит: «Князь Массеран заявляет, что Его Католическое Величество обязуется незамедлительно отдать приказ восстановить то положение дел на острове Большой Малуин в порту, именуемом Эгмонт, какое существовало до 10 июня 1770 года. С этой целью Его Католическое Величество отдаст приказ одному из своих офицеров передать офицеру, уполномоченному Его Британским Величеством, порт и форт, именуемые Эгмонт, со всей артиллерией, запасами и имуществом Его Британского Величества и его подданных, которые здесь находились… Князь Массеран в то же время заявляет от имени своего государя, что обязательство Его Католического Величества восстановить порт и форт, именуемые Эгмонт, во владении Его Британского Величества, не могут и не должны никоим образом повлиять на решение вопроса об уже существующих суверенных правах в отношении Малуинских островов, иначе именуемых Фолклендскими островами». В соглашении не упоминаются никакие законные компенсации или же восстановление суверенных прав и речь идёт только о возврате имущества во владение Британии, а не о реституции архипелага в целом – не об острове Тринидад (Сондерс) (где располагалось британское поселение) или же о расположенном поблизости острове Гран-Мальвина (Западный Фолкленд), но только о «порте и форте, именуемых Эгмонт». В соглашении говорится лишь о физическом возврате порта и форта, находившихся во владении британцев. Принятие вышеупомянутого заявления британцами сформулировано тем же образом, и они не вносят никакие изменения, но лишь прямо указывают на «порт и форт, именуемые Эгмонт». Аналогично британцы ничего не говорят о восстановлении суверенных прав, но констатируют возвращение фактического статус-кво, а также не упоминают оговорку о суверенных правах, сделанную Испанией в последнем абзаце соглашении, что означает молчаливое принятие оговорки. Британское правительство было радо принять всё вышеупомянутое в качестве сатисфакции за оскорбление чести, запятнанной принудительным выдворением с островов. Получив текст с оговоркой и не выдвинув возражений, Великобритания молчаливо признала права Испании над Мальвинскими островами[11].
- Великобритания отказалась от притязаний на острова тем, что не выражала их во время многолетней оккупации островов Испанией, после оставления англичанами Порта Эгмонта в 1774 году[12][13][14].
- Появившаяся после спора за залив Нутка Нуткинская конвенция 1790 года (Nootka Convention) 6 пунктом запрещала обеим сторонам (Великобритании и Испании) создание поселений на любых островах к востоку или западу от территории Южной Америки, которая тогда принадлежала Испании[15]. По мнению Аргентины, Мальвинские острова также имелись в виду[16].
- Вдобавок к uti possidetis juris, суверенитет над островами был обретён и формально, когда Аргентина открыто объявила о нём в 1820 году, занимая остров с 1826 по 1833 годы[17][18][19].
- 2 февраля 1825 года, Аргентина и Соединённое Королевство подписали Договор о дружбе, торговле и мореплавании. Соединённое Королевство не сделало ни протеста, ни оговорки в отношении Мальвинских островов, которые в то время находились под управлением Аргентины. В международном праве под отсутствием протеста или оговорки подразумевается молчаливое согласие с суверенитетом, осуществляемым другим государством[20][21][22][23].
- Аргентина протестовала против британской узурпации 17 июня 1833 года и также сделала протесты и оговорки о своих суверенных прав в 1841, 1849, 1884, 1887, 1888, 1908, 1919, 1926, 1927, 1928, 1933, 1937, 1938, 1939 и 1946 годах и затем ежегодно в ООН[24][25][26][27].
- Захват островов был частью колониальных войн Великобритании с целью расширения своих владений в Америке, подобно произошедшим годами раньше вторжениям в вице-королевство Рио-де-Ла-Плата[28].
- Аргентина не отказалась от своих притязаний на Мальвинские острова в момент подписания Договора Арана-Садерн[29], от 24 ноября 1849 года, поскольку объект и цель упомянутого Договора ясно вытекают из его 1-й статьи, которая гласит: «Правительство Его Британского Величества, движимое желанием положить конец разногласиям, которые создали препятствия для политических и торговых отношений двух стран, отменив 15 июля 1847 года блокаду, которую оно установило в отношении портов двух республик Платы, тем самым доказав свою нацелонность на примирение, в той же атмосфере дружбы настоящим берёт на себя обязательство окончательно покинуть остров Мартин-Гарсия, вернуть Аргентине военные суда, находящиеся во владении правительства Его Британского Величества, причём, насколько это возможно, в том же состоянии, в котором они находились, когда они были захвачены, а также отдать салют флагу Аргентинской Конфедерации залпом из двадцати одного орудия». Выражение «Разногласия, которые создали препятствия для политических и торговых отношений двух стран», упомянутое в статье 1, было связано с вторжением Франции и Британии на территорию эстуария Рио-де-ла-Платы, с отменой блокады и с решением вопроса о речном судоходстве. Британская узурпация Мальвинских островов в 1833 году никогда не прерывала политических и торговых отношений между Аргентиной и Великобританией. Во всём тексте Договора Мальвинские острова не упоминаются ни имплицитно, ни эксплицитно. Остальные статьи всегда относятся к блокаде Рио-де-ла-Платы. К тому же, в преамбуле Договора говорится, что «[...] the Government of Her Britannic Majesty having declared that it has no separate or interested object in view, nor any other desire than to see securely established the peace and independence of the States of the River Plate, as recognized by Treaty [...]». Это означает, что у британского правительства не было никакого-либо другого отдельного или заинтересованного вопроса кроме блокады Рио-де-ла-Платы, и по этой причине правительство Великобритании не принимала во внимание дело Мальвинских островов в договоре. На основании вышеизложенного, из содержания и сферы охвата Договора Арана-Садерн нельзя сделать вывод о том, что Аргентина имплицитно отказалась от своего суверенитета над Мальвинскими островами.
- Право народов на самоопределение не относится к данному случаю потому, что Великобритания нарушила территориальную целостность Аргентины, оккупировав силой часть её территории, изгнав свои аргентинские власти и жителей и не допустив своих возвращений и переместив затем на острова своё собственное население. Эта британская узурпация нарушает Резолюцию A/RES/1514 (XV) Генеральной Ассамблеи ООН относительно Декларации о предоставлении независимости колониальным странам и народам, которая в его шестом абзаце постановляет, что «всякая попытка, направленная на то, чтобы частично или полностью разрушить национальное единство и территориальную целостность страны, несовместима с целями и принципами Устава Организации Объединённых Наций». В силу существования спора о суверенитете, вопрос о Мальвинских островах является вопросом о колонизации территории, а не о колонизации народа[30][31]. Поэтому, колониальная ситуация в вопросе о Мальвинских островах является особой.
- Принцип права народов на самоопределение не может быть применён в данном случае, так как жители островов ничем не отличаются от народа колонизирующей державы, поскольку являясь потомками британских поселенцев, переселённых в XIX веке после насильственного изгнания жившего там аргентинского населения. По этой причине, жители Мальвинских островов не являются народом, подчинённым игу и господству и его эксплуатация иностранной колониальной державой. Утверждать о том, что жители островов имеют право на самоопределение, означает превращать их в арбитров в территориальном споре, одной из сторон которого является поселившая их страна. Иными словами, колониальная держава узаконивала бы самой себе свою собственную узурпацию. Право на самоопределение осуществляется применительно к не принадлежащим к колониальной державе народам, объекту иностранного угнетения, господства и эксплуатации[32].
- Когда Соединённое Королевство попыталось включить прямое упоминание права на самоопределение в то, что затем стало Резолюцией A/RES/40/21, от 27 ноября 1985 г., Генеральная Ассамблея ООН категорически отвергла его[33].
- Острова находятся на континентальном шельфе рядом с Аргентиной, что даёт ей права на них, согласно Конвенции ООН о континентальных шельфах[34].

### Доводы Великобритании
- Право народов на самоопределение является универсальным правом прописанным в Уставе ООН, и может быть применено к жителям Фолклендских островов[35][36].
- На референдуме 2013 года, при 92 % процентной явке, 99,8 % жителей проголосовали за то, чтобы острова остались Британской заморской территорией, реализовав тем самым своё право на самоопределение[37][38][39].
- Великобритания впервые заявила о правах на острова в 1765 году, когда государства Аргентина даже не существовало[40].
- Согласно англо-испанскому соглашению 1771 года Великобритания не отказывалась от претензий на острова, а лишь физически их оставляла, и Испания и Британия формально продолжали острова оспаривать[41].
- Великобритания ушла с островов в 1774 году из-за экономических трудностей, но оставила табличку, что не оставляет своего суверенитета над ними[40].
- Нуткинская конвенция запрещала создание новых поселений и не касалась тех поселений, претензии на которые были высказаны прежде[40].
- Uti possidetis juris не является универсальным законом, и не может быть отнесен к данному случаю, Аргентина не может вступить во владения островами после обретения независимости, так как Испания De facto не контролировала их с 1811 года[42].
- Попытки Аргентины колонизировать острова были неудачными, и до прихода британцев на островах не было ни аборигенов, ни постоянных жителей[36].
- В 1833 году британцы изгнали с островов аргентинских военных, но гражданским жителям позволили остаться[41].
- Британцы оккупируют (занимают) острова уже с 1833 года, с перерывом только на «2 месяца незаконной аргентинской оккупации»[36].
- В договоре 1850 года Arana-Southern Treaty Аргентина не упомянула о претензиях на острова, что даёт некоторым исследователям и политикам трактовать это как молчаливый отказ от них[41][43].
- Лидеры Аргентины в 1860 годах не упоминали о претензиях на острова, а аргентинские карты 1850—1884 годов не отмечали их принадлежность Аргентине[41].
- Несколько резолюций Комитета ООН по Деколонизации (Special Committee on Decolonization), призывающие стороны конфликта к переговорам, «некорректны», так как лишают жителей островов права решать вопрос самостоятельно[36].